# Episodi di Dakota
La prima e unica stagione della serie televisiva Dakota (The Dakotas) è andata in onda negli Stati Uniti dal 7 gennaio 1963 al 13 maggio 1963 sulla ABC.
| nº | Titolo originale              | Prima TV USA     | Titolo italiano | Prima TV Italia |
| -- | ----------------------------- | ---------------- | --------------- | --------------- |
| 1  | Return to Dryrock             | 7 gennaio 1963   |                 |                 |
| 2  | Red Sky Over Bismarck         | 14 gennaio 1963  |                 |                 |
| 3  | Mutiny at Fort Mercy          | 21 gennaio 1963  |                 |                 |
| 4  | Trouble at French Creek       | 28 gennaio 1963  |                 |                 |
| 5  | Thunder in Pleasant Valley    | 4 febbraio 1963  |                 |                 |
| 6  | Crisis at High Banjo          | 11 febbraio 1963 |                 |                 |
| 7  | Requiem at Dancer's Hill      | 18 febbraio 1963 |                 |                 |
| 8  | Fargo                         | 25 febbraio 1963 |                 |                 |
| 9  | Incident at Rapid City        | 4 marzo 1963     |                 |                 |
| 10 | Justice at Eagle's Nest       | 11 marzo 1963    |                 |                 |
| 11 | Walk Through the Badlands     | 18 marzo 1963    |                 |                 |
| 12 | Trial at Grand Forks          | 25 marzo 1963    |                 |                 |
| 13 | Reformation at Big Nose Butte | 1º aprile 1963   |                 |                 |
| 14 | One Day in Vermillion         | 8 aprile 1963    |                 |                 |
| 15 | Terror at Heart River         | 15 aprile 1963   |                 |                 |
| 16 | The Chooser of the Slain      | 22 aprile 1963   |                 |                 |
| 17 | Feud at Snake River           | 29 aprile 1963   |                 |                 |
| 18 | Sanctuary at Crystal Springs  | 6 maggio 1963    |                 |                 |
| 19 | A Nice Girl from Goliath      | 13 maggio 1963   |                 |                 |

## Return to Dryrock
- Prima televisiva: 7 gennaio 1963

### Trama
- Guest star: Martin West (Luke Henry), Natalie Trundy (Betty Lou), Walter Baldwin (figlio di Arnold Foster), Edward Binns (Arlie Gibbs), Robert Ellenstein (giudice), Richard Hale (reverendo Smith), Rex Holman (bandito), Henry Hunter (Sam Cleaver), Howard Smith (Ed Turner), John Mitchum (Turner)

## Red Sky Over Bismarck
- Prima televisiva: 14 gennaio 1963

### Trama
- Guest star: Boyd 'Red' Morgan (barista), Rush Williams (Linnet), Jonathan Beeman (Albert), Andrew Duggan (colonnello Withers), Constance Ford (Deborah James), Tom Gilson (vice Gilley), Kevin Hagen (predicatore), Alex Montoya (Joseph), Chris Robinson (Chino), Russell Thorson (sceriffo), Sailor Vincent (frequentatore bar)

## Mutiny at Fort Mercy
- Prima televisiva: 21 gennaio 1963

### Trama
- Guest star: Russell Johnson (tenente Clyde Mariot), Lew Gallo (sergente Smythe), Anthony Bart (Davids), Hal Baylor (Bone), Stewart Bradley (Taylor), William Bramley (Jellicoe), Jeanne Cooper (Rebecca Ridgeway), George Macready (capitano Ridgeway)

## Trouble at French Creek
- Prima televisiva: 28 gennaio 1963

### Trama
- Guest star: Mike Lally (minatore), Mercedes McCambridge (Jay French), Jered Barclay (Weems), Michael Constantine (Marshak), Joan Freeman (Gilla Marshak), Allen Jaffe (Foster), Stephen Joyce (Billy Dancer), John Kellogg (Kirk), Harry Wilson (minatore)

## Thunder in Pleasant Valley
- Prima televisiva: 4 febbraio 1963

### Trama
- Guest star: Lee Van Cleef (Slade Tucker), Karl Swenson (Harry McNeill), Chris Alcaide (Metric), Lane Allan (sceriffo Cole), Kathy Bennett (Diana McNeill), Patricia Huston (Kate McNeill), Cliff Osmond (Telford), Gregory Walcott (Tom Davis)

## Crisis at High Banjo
- Prima televisiva: 11 febbraio 1963

### Trama
- Guest star: Warren Stevens (Cain Manning), Karen Sharpe (Angela Manning), Percy Helton (dottore), David Lewis (Logan Ames), Michael Pate (Hal Regis), Ed Peck (Johnny Fox), Ed Prentiss (governatore), Robert J. Wilke (giudice Markham)

## Requiem at Dancer's Hill
- Prima televisiva: 18 febbraio 1963

### Trama
- Guest star: Anne Whitfield (Virginia Kendrick), Herb Vigran (Olin Bates), Gail Bonney (Amy Jackson), Dick Foran (Matt Kendrick), Milton Frome (Sam Johnson), Dennis Hopper (Ross Kendrick), Milton Parsons (Cal Jackson), Alan Reed Jr. (Morgan Jackson), I. Stanford Jolley (agente stazione)

## Fargo
- Prima televisiva: 25 febbraio 1963

### Trama
- Guest star: Kermit Maynard (frequentatore bar Adjusting Hat), Don Kelly (Paul Young), Diane Brewster (Jody), David Brian (sceriffo Fargo), Ted de Corsia (Winters), Victor French (Larrimore), Tim Graham (Johnny), Richard Jaeckel (Cal Storm), Sailor Vincent (spettatore sparatoria)

## Incident at Rapid City
- Prima televisiva: 4 marzo 1963

### Trama
- Guest star: Dennis Patrick (sergente Bonnet), William Hellinger (Trooper Henshaw), Willis Bouchey (colonnello Fitch), Russ Conway (sceriffo Landauer), Craig Duncan (Trooper), William Fawcett (cercatore), Bert Freed (Lloyd Mitchell), Maggie Pierce (Catherine Mitchell)

## Justice at Eagle's Nest
- Prima televisiva: 11 marzo 1963

### Trama
- Guest star: Herman Hack (Mob Member at Ranch), Everett Sloane (giudice Daniel Harvey), Gregory Gaye (Anton Lang), Karl Held (Emil Lang), Larry D. Mann (Ed Jarvis), Ken Mayer (Crawford), Del Monroe (Baliff), Joanna Moore (Doll Harvey), Gene Roth (Peterson), Harry Shannon (Jim Painter), Max Wagner (cittadino)

## Walk Through the Badlands
- Prima televisiva: 18 marzo 1963

### Trama
- Guest star: Michael Vandever (soldato Allen Tentrees), Lou Robb (Nesbitt), Lane Bradford (sergente Abel Round), Steve Brodie (capitano William Bowder Casey), Tom Drake (caporale Steven Agard), Strother Martin (soldato Anton Copang), Ed Nelson (tenente John Schwimmer), James Waters (soldato)

## Trial at Grand Forks
- Prima televisiva: 25 marzo 1963

### Trama
- Guest star: Barbara Woodell (Mary Kimberly), Robert F. Simon (Charles Kimberly), Anthony D. Call (Lou Warren), Susanne Cramer (Maria Hoenig), Ross Elliott (Roger Carlson), Werner Klemperer (colonnello von Bleist), Bartlett Robinson (giudice Elias Stone), Pat Rosson (Viktor Hoenig), Robert Anderson (uomo al patibolo)

## Reformation at Big Nose Butte
- Prima televisiva: 1º aprile 1963

### Trama
- Guest star: Telly Savalas (Jake Volet), Hayden Rorke (Glen Masters), Richard H. Cutting (Cavalry Officer), DeForest Kelley (Martin Volet), Ray Lennert (pagatore), Sue Randall (Hardi Masters), Wallace Rooney (guardia), Mickey Simpson (Lester Banks)

## One Day in Vermillion
- Prima televisiva: 8 aprile 1963

### Trama
- Guest star: Frank Sully (barista), Dan Sheridan (Hotel Owner), Alan Baxter (Lew Jardine), Greg Benedict (sergente), Whit Bissell (Owen Teed), Med Flory (capitano Driscoll), Eugene Iglesias (Kicking Horse), Joe Maross (Sam Lathrop), Carlos Rivas (Takanta), David White (Jonah Snowden), Steve Darrell (uomo al linciaggio), Tom London (armaiolo), Than Wyenn (indiano)

## Terror at Heart River
- Prima televisiva: 15 aprile 1963

### Trama
- Guest star: Gene Lyons (John Volk), Norman Leavitt (Jaimie), John Brandon (cittadino), Royal Dano (Walter Wyman), Charles Fredericks (Fred Dietz), Coleen Gray (Mrs. Wyman), Sean McClory (Fallain)

## The Chooser of the Slain
- Prima televisiva: 22 aprile 1963

### Trama
- Guest star: Louie Elias (attaccabrighe), Bill Zuckert (Jim Clarke), Claude Akins (Tom Doucette), Corey Allen (Clen Biglow), E.J. André (giudice Langford), Beverly Garland (Katherine Channing), Don Kennedy (McNally), Richard Loo (George Yang), Dayton Lummis (Clayton Emory), Justin Smith (Joe Moran), Bill Walker (William), Boyd 'Red' Morgan (attaccabrighe)

## Feud at Snake River
- Prima televisiva: 29 aprile 1963

### Trama
- Guest star: Harlan Warde (Claude Deus), Harry Townes (George Deus), Phil Chambers (contadino), Brendan Dillon (Alf Hinds), Lee Gibson (Kirk), Don Keefer (Minister), Barry Kelley (Amish), Roger Mobley (Christopher Deus), Joseph Ruskin (Rider), James Westerfield (Simon Deus)

## Sanctuary at Crystal Springs
- Prima televisiva: 6 maggio 1963

### Trama
- Guest star: Raymond Mayo, Woodrow Parfrey (Pat Gilroy), Charles Irving (reverendo Spencer), Norman Alden (Jim Barton), James Anderson (Start Barton), Joe Di Reda (Clarence Barton), Bill Erwin (dottore), Roy Glenn, Myron Healey (sceriffo), John Hoyt (governatore), Les Tremayne (Mr. Barton)

## A Nice Girl from Goliath
- Prima televisiva: 13 maggio 1963

### Trama
- Guest star: Charles Horvath (Bruno Kellogg), Robert Brubaker (sceriffo at Yankton), Audrey Dalton (Ronnie Kane), Elisha Cook Jr. (Brinkman), Frank DeKova (Matt Kellog), John Carlyle (Beau Kellog), Sheldon Allman (Velie), Diane Sayer (Esther), Vinton Hayworth (Doc Holderman), George Savalas (Pope)